# Elaver placida
Elaver placida är en spindelart som beskrevs av O. Pickard-Cambridge 1898. Elaver placida ingår i släktet Elaver och familjen säckspindlar. Inga underarter finns listade i Catalogue of Life.